# باغ‌ها و کاخ آنتونیادس

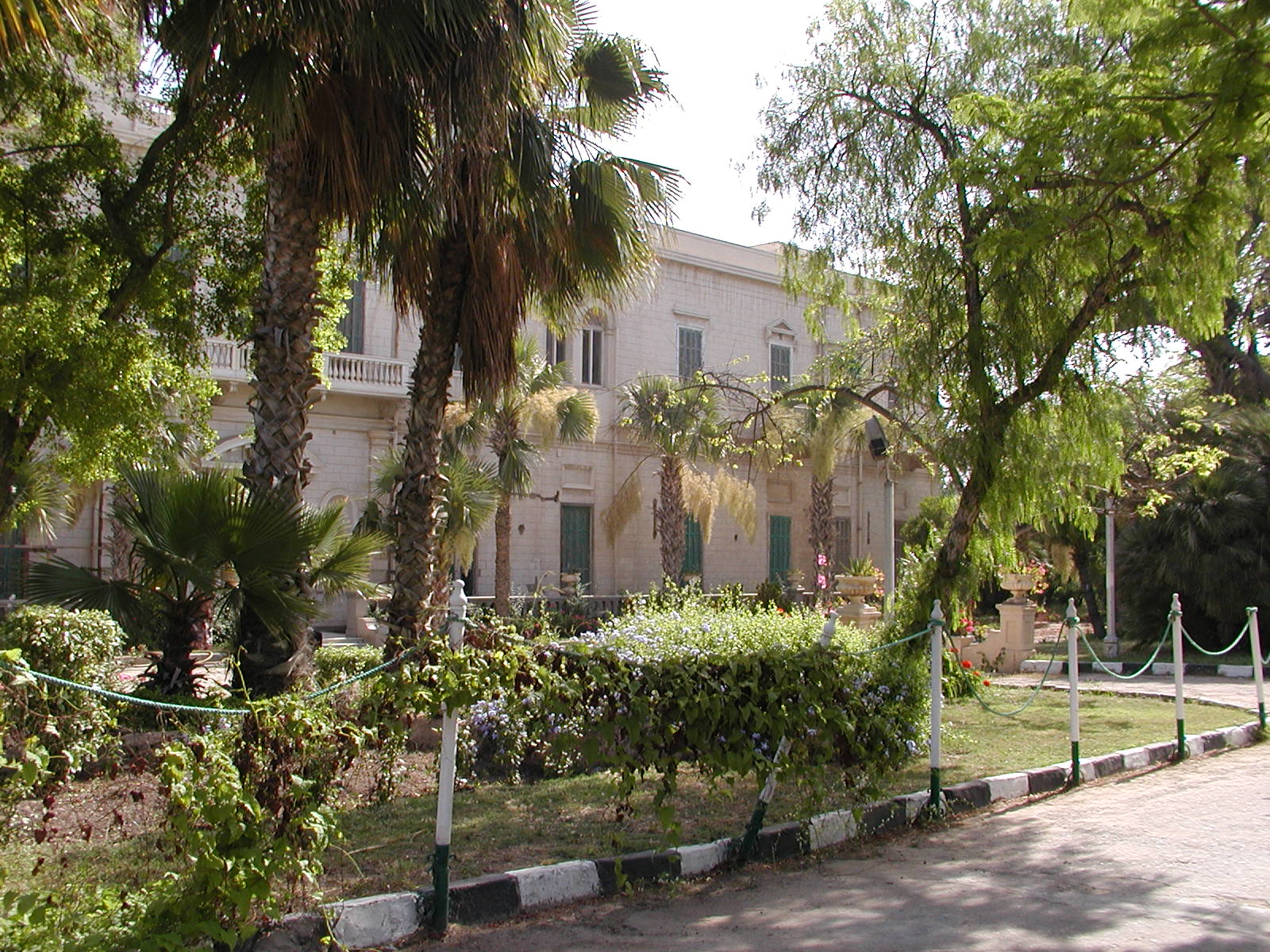
باغ‌ها و کاخ آنتونیادس

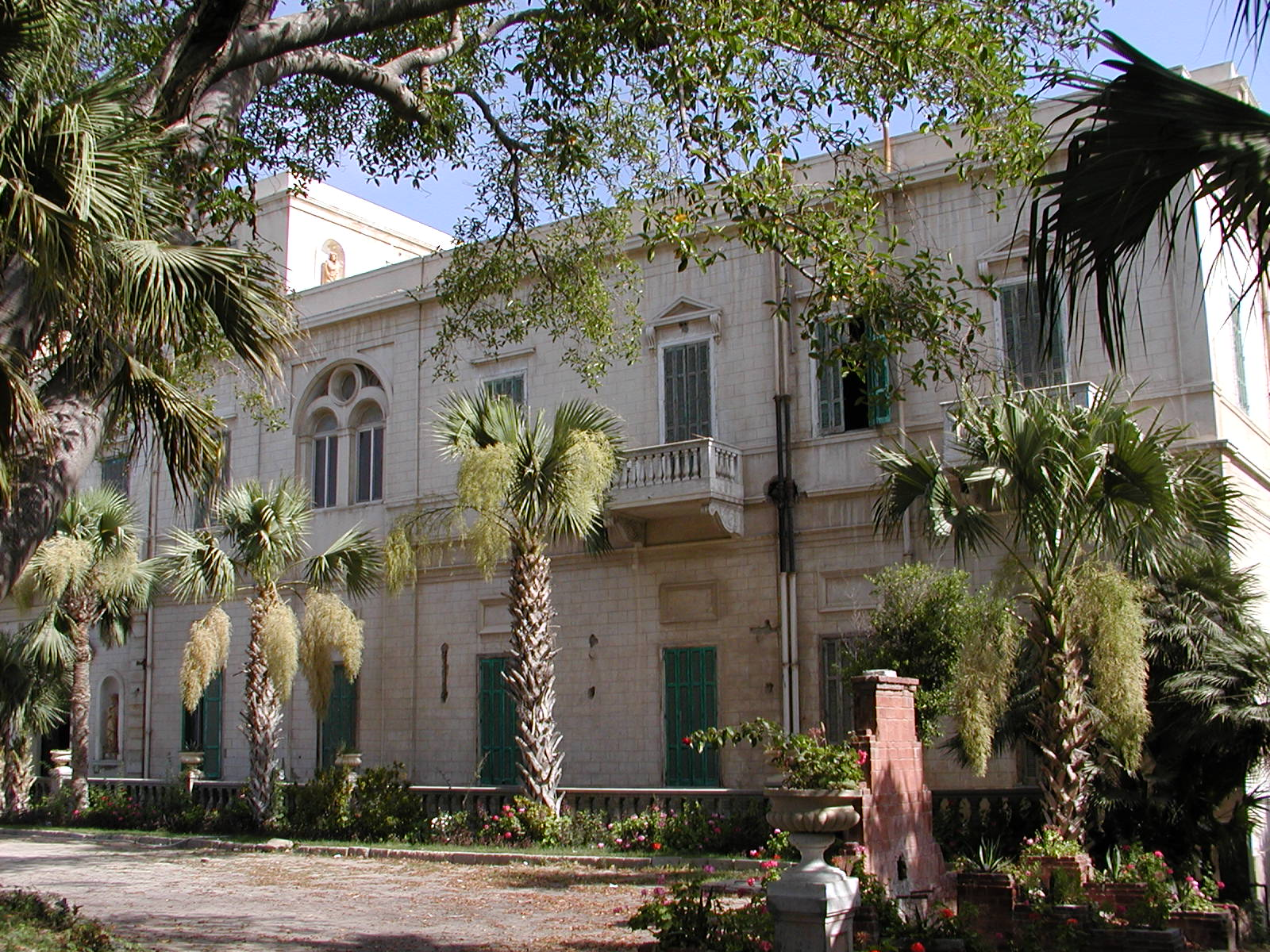
باغ‌ها و کاخ آنتونیادس

باغ‌ها و کاخ آنتونیادس (عربی: حدائق وقصر أنطونيادس) مکانی است که به گفته برخی از مورخان به دوره بطلمیوس در مصر بر می‌گردد. این قدیمی‌ترین باغ در اسکندریه مصر است. این باغ یکی از قدیمی‌ترین باغ‌های دست‌ساز جهان به حساب می‌آید. این باغ به پادشاهان بطلمیوسی در حومه شهر الوسیس یا "جنت النعیم" واقع شده بود. این باغ تا قرن نوزدهم اموال یکی از یونانی‌های ثروتمند بود و با نام "باغ‌های باستریا شناخته می‌شد تا اینکه محمدعلی پاشا آنرا تصاحب کرد و دستور ساخت کاخ خود را صادر کرد. در سال ۱۸۶۰ میلادی توسط خدیو اسماعیل به هنرمند معروف فرانسوی "پل ریچارد" واگذار شد تا کاخی مانند ورسای در پاریس که خدیو اسماعیل در طول سفر خود به فرانسه از آن بازدید کرده بود، بنا کند. مساحت باغ در آن زمان حدود ۵۰ هکتار بود، اما به دلیل گسترش توسط خدیو اسماعیل، به مساحت امروزی رسید. او همچنین دستور آوردن تعداد زیادی از درختان و گیاهان نادر را داد، این کاخ به دلیل علاقه خدیو به شکار پرندگان به شکارگاه خدیو نیز شناخته می‌شد. مالکیت کاخ و باغ‌ها در سال ۱۸۶۰ به یکی از ثروتمندان یونان هلون بارون یون آنتونیادس تعلق داشت که نام باغ برگرفته از نام اوست.
در این باغ تندیس‌هایی از واسکو د گاما، کریستوفر کلمبوس و ماژلان قرار دارد. باغ گل رز، دارای یک چشمه آب در مرکز یک مجسمه مرمر و همچنین انواع مختلفی از گل رز و گل‌های نادر که توسط معمار فرانسوی دیچون طراحی شده‌است و مساحت آن ۵ هکتار می‌باشد.

## کاخ
با امضای توافق تخلیه مصر در سال ۱۹۳۶ بین دولت مصر به رهبری حزب وفد و دولت انگلیس و عقب‌نشینی از مصر یک درخت به افتخار این مناسبت در ورودی کاخ کاشته شد.
این کاخ میزبان بسیاری از خاندان سلطنتی از جمله پادشاهان یونان، بلژیک، فرانسه، ایتالیا، اسپانیا بوده‌است. پادشاه آلبانی همسرش ملکه جرالدین پس از اشغال این کشور توسط ایتالیا در جنگ دوم جهانی در این کاخ ساکن شدند.
این کاخ میزبان جلسه مقدماتی برای تأسیس اتحادیه عرب در سال ۱۹۴۴ بود.

## گستردگی باغ
این باغ‌ها در زمان سلطنت فوزی معاذ با مدیریت مهندس سعید صبرا میزبان برنامه‌های تلویزیون، تئاتر و کنسرت‌های روز ملی اسکندریه بود، که باعث پیشرفت چشمگیر این باغ شد.
کاخ و بخشی از باغ مدتی دچار بی‌توجهی قرار گرفت، اما با واگذاری آن به کتابخانه اسکندریه توسط فرمانداری اسکندریه در دوره سرلشکر عبدالسلام محجوب پارک به یک مرکز فرهنگی جهانی برای بخش مدیترانه و محل گفتگوی تمدن‌ها و فرهنگ حوضه مدیترانه و پیوند بین شمال و جنوب تبدیل شد.
کتابخانه اسکندریه و مرکز مطالعات مدیترانه ای اسکندریه، با توافق با گروه بین‌المللی یونانی اوناسیس، و با افزودن یک موزه تمدن مدیترانه‌ای، یک سالن کنفرانس، کتابخانه‌ها و یک مکان کنسرت به ارزش فرهنگی این باغ افزودند.
پارک آنتونیادس، تفریحگاه‌های آن وابسته به وزارت کشاورزی است و تحت نظارت و مدیریت مؤسسه تحقیقات باغبانی، یکی از انستیتوهای مرکز تحقیقات کشاورزی، مطابق با تصمیم شماره ۱۱۲ جمهوری مصوب ۱۹۸۶ فعالیت می‌کنند.
این کاخ با باغ جلوی آن تا محدوده ۲ هکتار به کتابخانه اسکندریه اهدا شد تا یک مرکز فرهنگی مجزا باشد و هنوز هم از آن زمان ۲۰۰۴ در مرحله ترمیم و بازسازی است و فعالیت و بازگشایی برای بازدید عموم صورت نگرفته‌است.
پارک آنتونیادس که مساحت آن ۴۵ هکتار است، یک باغ گیاه‌شناسی بین‌المللی است که شامل انواع گیاهان مدل‌های عربی، اسلامی، یونانی، ایتالیایی و فرانسوی است. انستیتوی تحقیقات باغبانی در تلاش است تا باغ‌ها را به‌طور مداوم توسعه داده و مبادله گیاهان بین باغ‌های بین‌المللی گیاه‌شناسی را گسترش دهد.

## نگارخانه

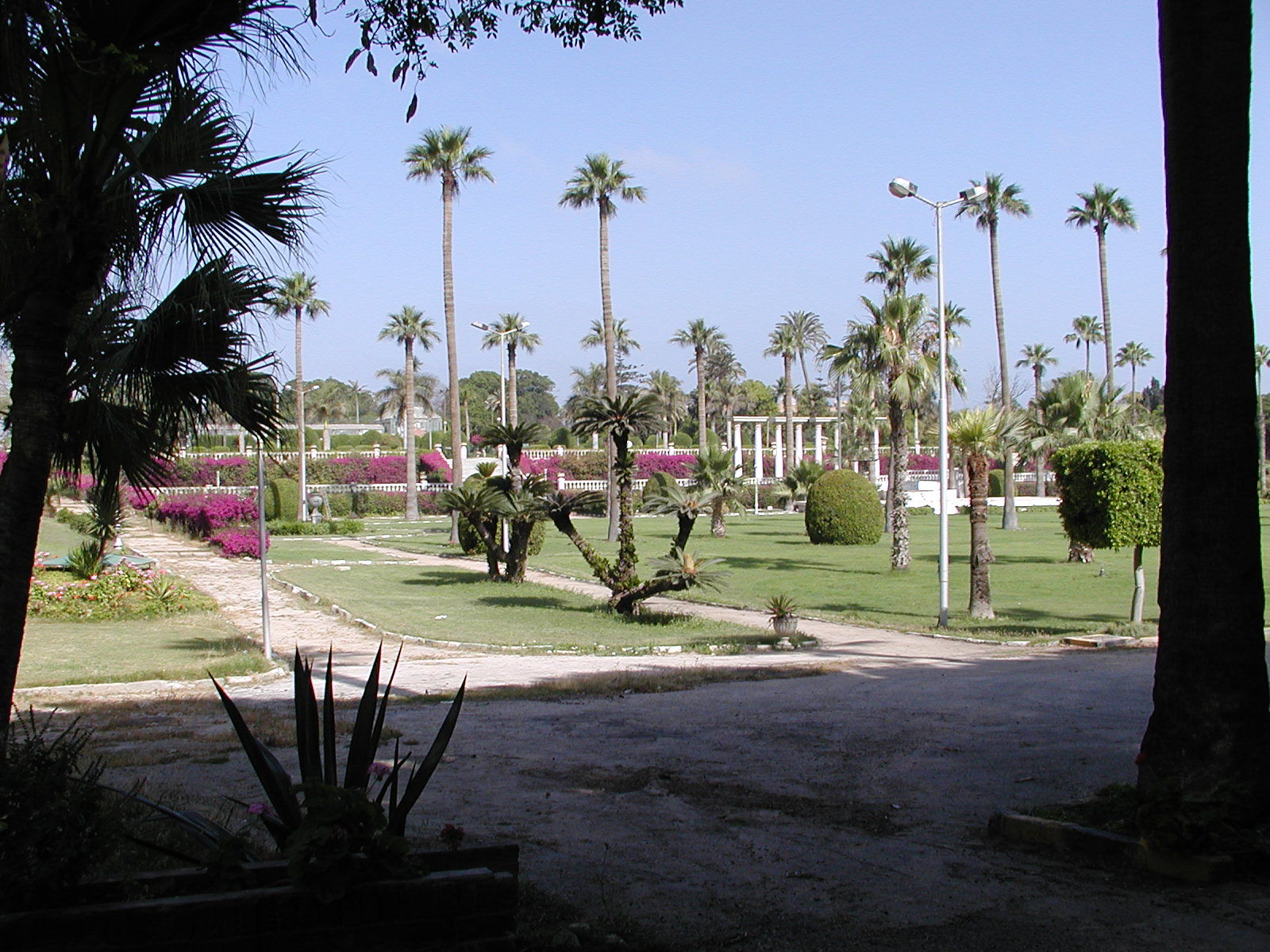
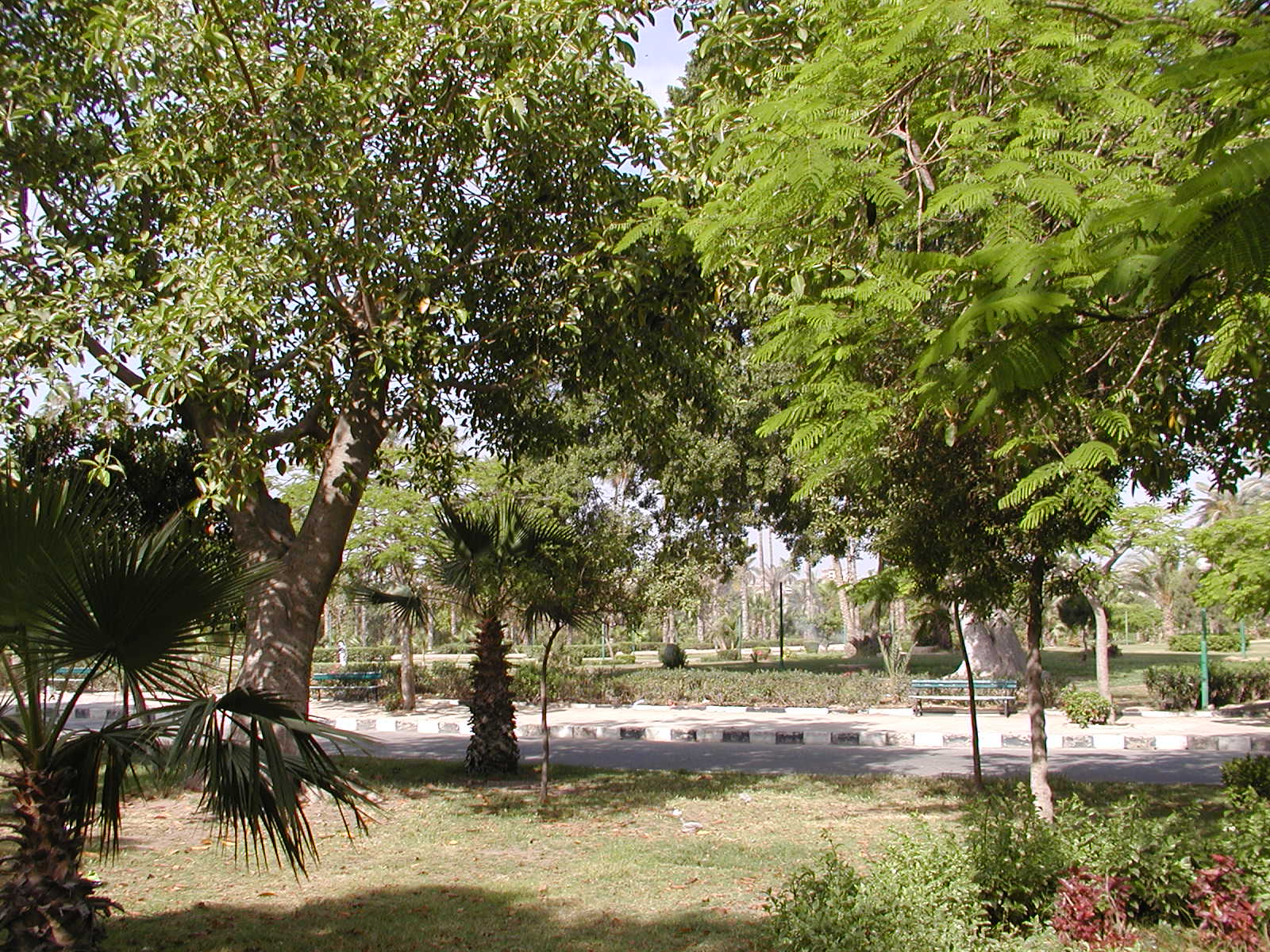
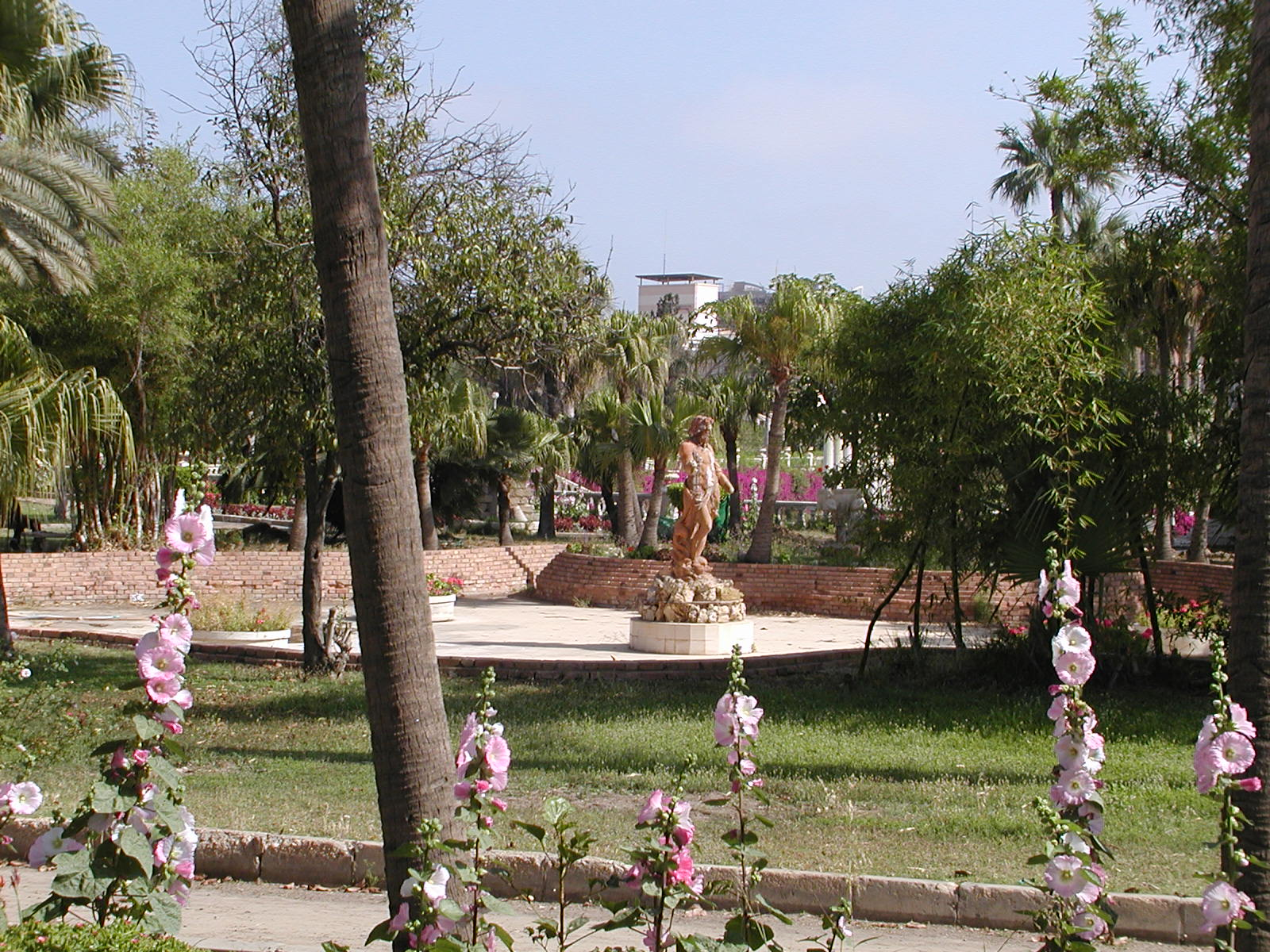
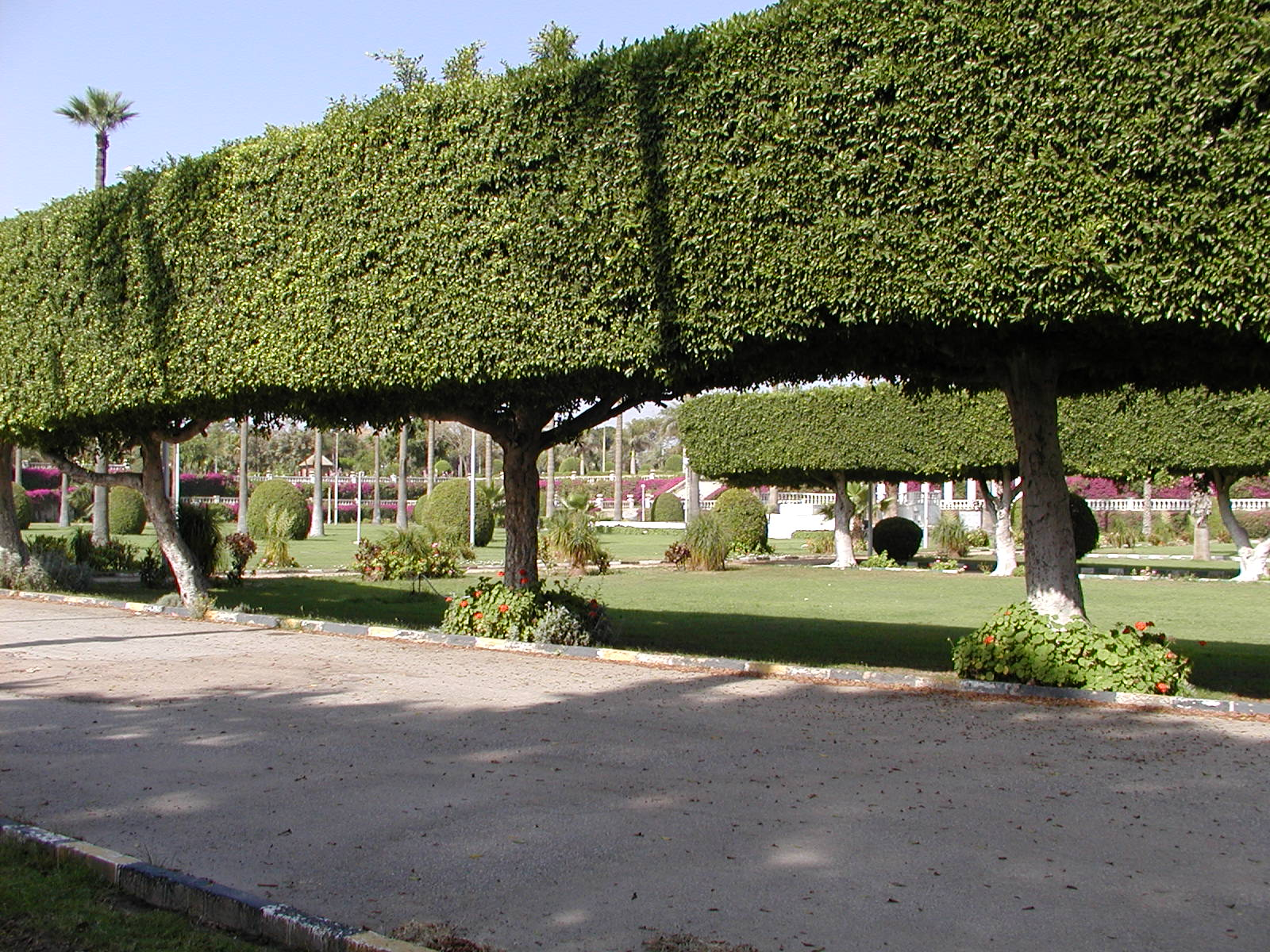
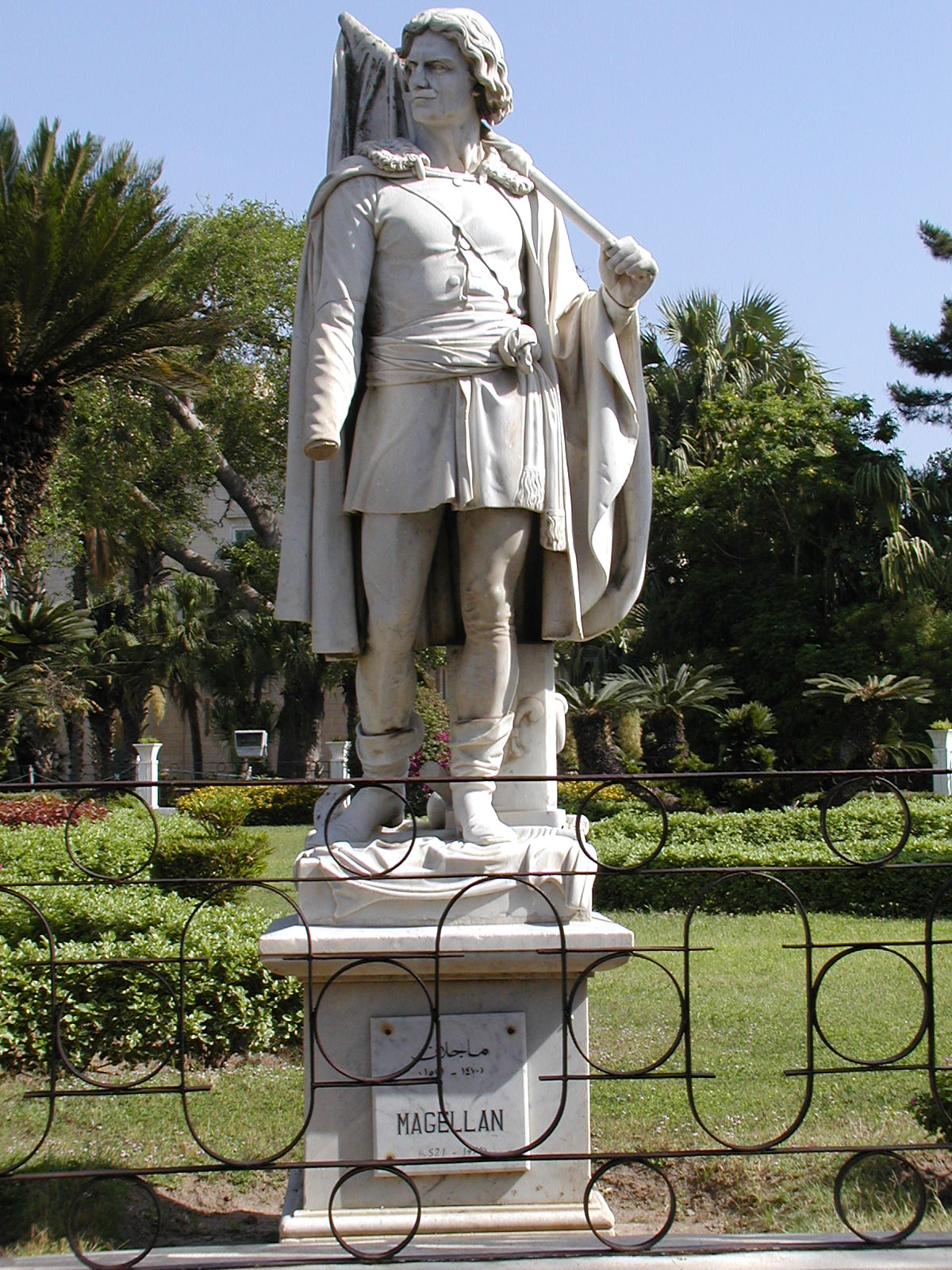
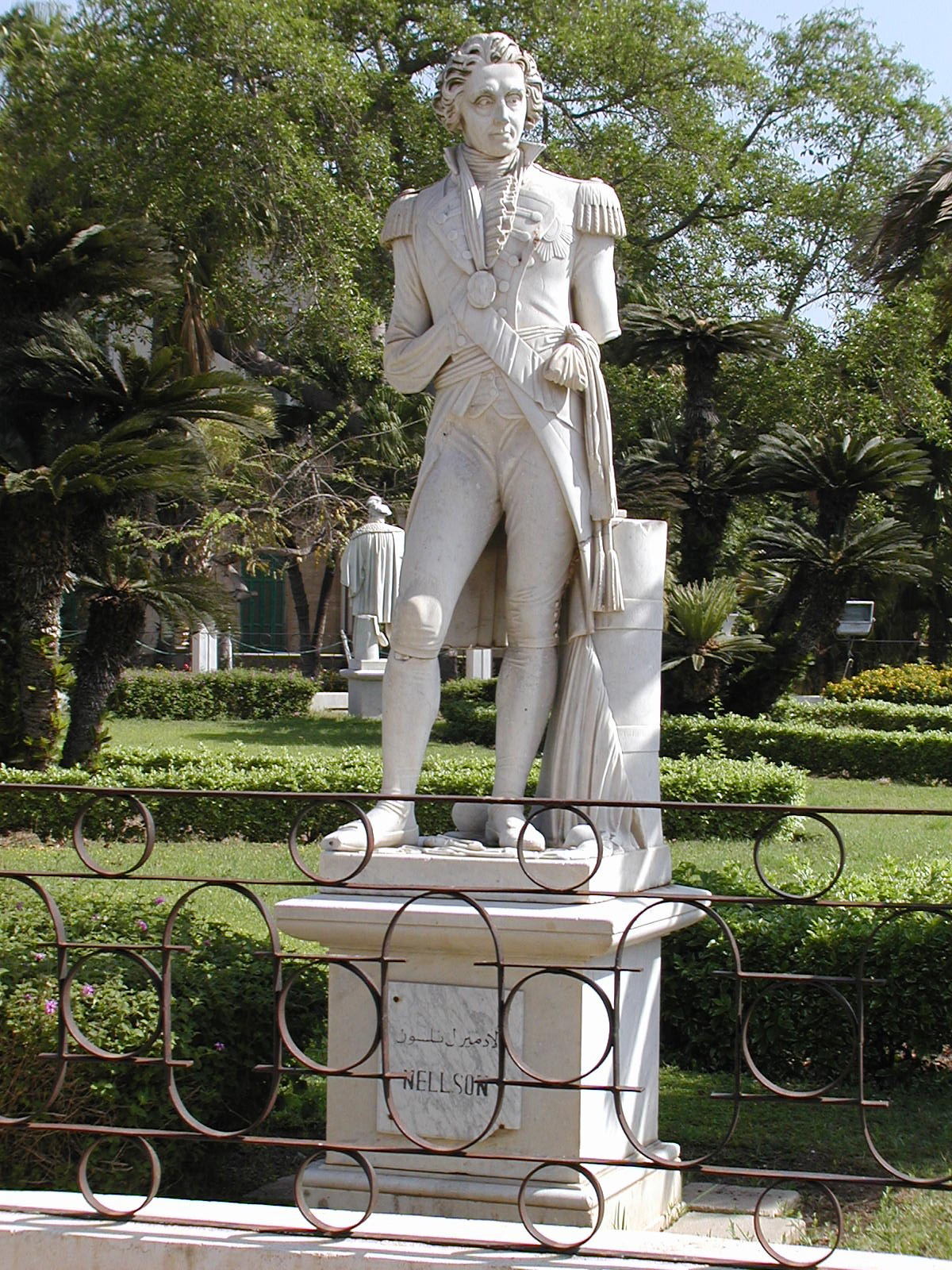
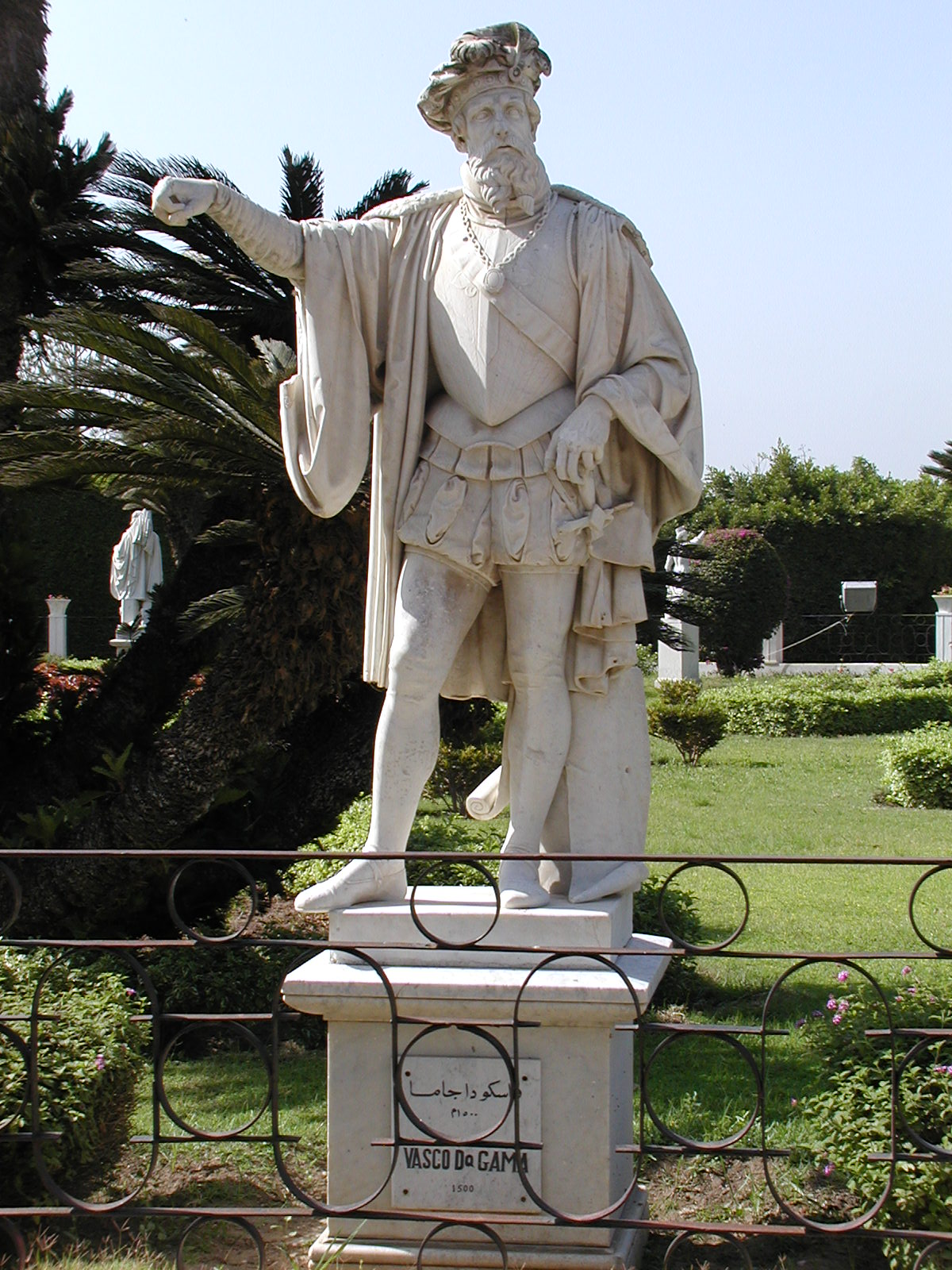
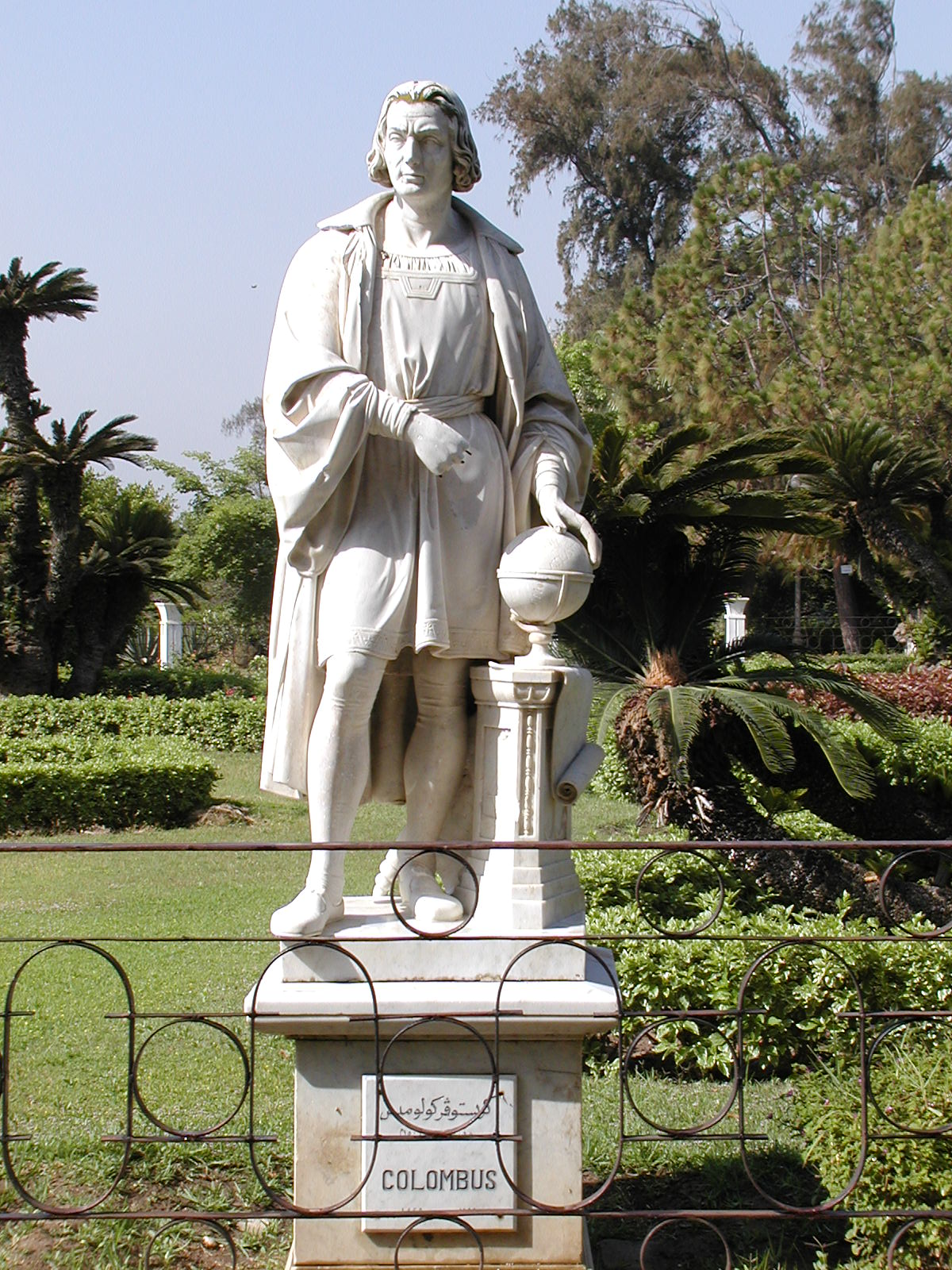